# Ruszt paleniskowy

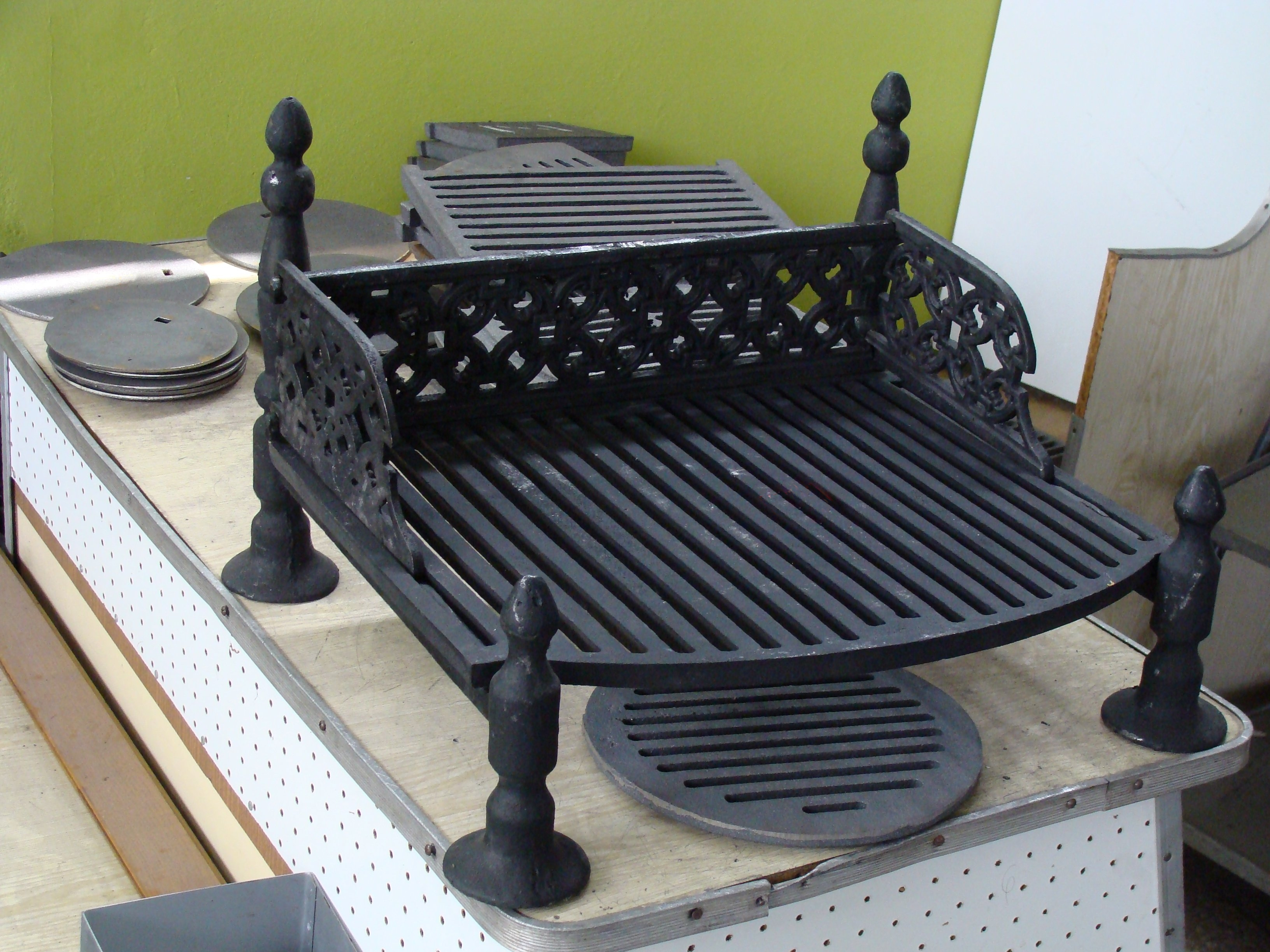
Różne rodzaje rusztów domowych.

Ruszt paleniskowy – ażurowa część paleniska na której znajduje się paliwo stałe w czasie spalania. Ruszt ma na celu podtrzymanie paliwa na palenisku oraz umożliwienie dopływu powietrza do paliwa.

## Ruszt stały
Występowanie i rodzaj rusztu zależy od technologii spalania. W tradycyjnych piecach domowych stosuje się ruszt sztabkowy, w małych kotłach komorowych stosuje się ruszt sztabkowy lub tzw wodny.
Głównym elementem rusztu sztabkowego jest pokład rusztu, który składa się z beleczek lub płytek zwanych rusztowinami. Rusztowiny ułożone są obok siebie, z przerwami zapewniającymi odpowiedni dopływ powietrza do paliwa. Materiałem na rusztowiny najczęściej jest żeliwo, rzadziej stal lub inne stopy metali. Rusztowiny chłodzone są przepływającym między nimi powietrzem.

## Ruszt ruchomy
W kotłach płomienicowych opalanych węglem kamiennym stosuje się ruszty nieruchome płaskie. W kotłach o większej mocy stosuje się częściej ruszty ruchome zapewniające przesuwanie paliwa w trakcie spalania. Stosuje się różne rozwiązania zapewniające przesuwanie paliwa poprzez ruch rusztu, jednym z nich są ruszty taśmowe, w których rusztowiny umocowane są do ruchomej taśmy i wraz z nią przesuwają się. Na początku rusztu  paliwo jest sypane na ruszt, przesuwa się wraz z rusztem w takim tempie, że proces spalania kończy się, gdy dana rusztowina osiągnie koniec rusztu. W tym systemie ruchomego rusztu może być stosowany podmuch, dostarczający dodatkowe powietrze do paleniska.
W kotłach spalających węgiel brunatny i paliwa małowartościowe stosuje się ruszty schodkowe lub pochyłe.